# Aeroportul Maya-Maya
Aeroportul Maya-Maya (IATA: BZV, ICAO: FCBB) este un aeroport din Departamentul Pool, Republica Congo ce deservește zona Brazzaville. Aeroportul a fost tranzitat în 2017 de 722.633 de pasageri.
Situat la o altitudine de 319 m, aeroportul dispune de 1 pistă.

## Infrastructură

### Piste
Aeroportul dispune de o singură pistă. Pista 05/23 are suprafața de asfalt și dimensiunile 3.300 m × 45 m. 